# 基代波河谷國家公園
基代波河谷國家公園（Kidepo Valley National Park）是非洲國家烏干達的國家公園，位於該國東北部，距離首都坎帕拉約520公里，佔地1,442平方公里，成立於1960年代，野生動物包括獅子、獵豹、豹、大耳狐、長頸鹿和接近500種鳥類。

## 外部連結
- Profile at Uganda Wildlife Authority
- Detailed Profile at Traveluganda.co.ug （页面存档备份，存于）
- Profile at Safari-Uganda.com （页面存档备份，存于）